# 韦斯特卡佩勒
韦斯特卡佩勒（法語：West-Cappel，法語發音：[wɛst kapɛl]）是法国上法蘭西大區北部省的一个市镇，属于敦刻尔克区。

## 地理
韦斯特卡佩勒（50°55'43"N, 2°30'27"E）面积7.57 平方千米，位于法国上法蘭西大區北部省，该省份为法国最北部的省份及最长的省份，西北濒北海，西接加来海峡省，南至埃纳省和索姆省，东与比利时接壤。
与韦斯特卡佩勒接壤的市镇（或旧市镇、城区）包括：瓦雷姆、邦贝克、夸迪普尔、雷克斯普德、沃尔穆特、维尔德。

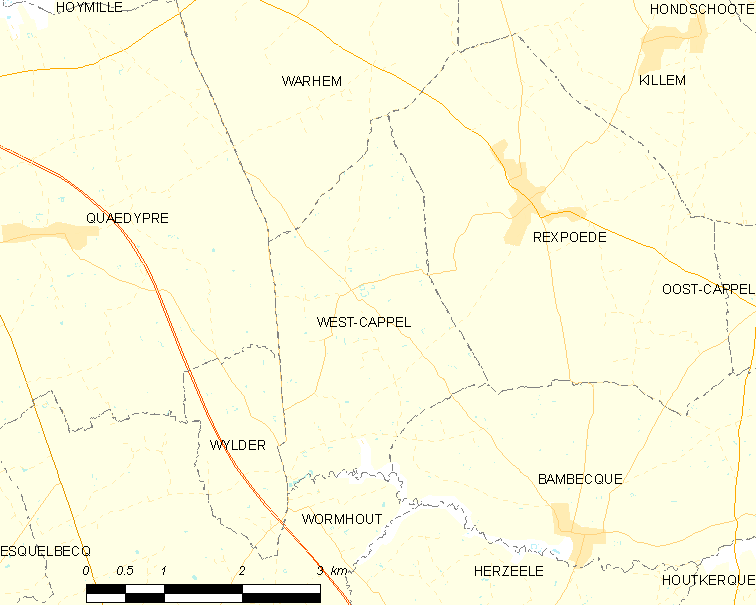
韦斯特卡佩勒的OSM定位图

韦斯特卡佩勒的时区为UTC+01:00、UTC+02:00（夏令时）。

## 行政
韦斯特卡佩勒的邮政编码为59380，INSEE市镇编码为59657。

## 政治
韦斯特卡佩勒所属的省级选区为沃尔穆特县。

## 人口

1962-2008年间韦斯特卡佩勒人口变化图示

韦斯特卡佩勒于2022年1月1日时的人口数量为640人。